# Догалето (Венеција)
Догалето (итал. Dogaletto) је насеље у Италији у округу Венеција, региону Венето.
Према процени из 2011. у насељу је живело 519 становника. Насеље се налази на надморској висини од 0 м.